# Stäm
Stäm (Leuciscus leuciscus), art i familjen karpfiskar. Liknar mörten men har gula eller vitare ögon. Upplevs som mindre blank än många andra mörtliknande karpfiskar
Fiskens utbredningsområde sträcker sig över stora delar av Europa från Irland och centrala Frankrike till Uralbergen. Den saknas i Italien och Grekland. Exemplaren fortplantar sig efter tre år för första gången. Parningen sker vanligen endast en eller två gångar under hela livet. Under parningstiden mellan mars och april etablerar hannar ett revir. Honor lämnar äggen i fördjupningar av vattendragets botten.
Artens fiskar lever i små stim och simmar tät intill varandra. Går under sommarhalvåret i övre vattenlager men tillbringar vintern på djupet. Behärskar väl de snabbt rinnande vattnen och är en av de skickligaste simmarna bland karpfiskar. Söker föda på bottnen men tar också drivande och flygande byten.
De lever i sjöar eller brackvatten nära utmynningen av något vattendrag.
De äter insekter och insektslarver, maskar och snäckor även som på ytan nedfallande eller däröver svärmande insekter. Även alger och andra vattenväxter.
Ynglet är efter 1 år 6 - 7 cm långt, och efter 2 år 10 - 20 cm. Könsmogen efter 3 - 4 år. Den kan leva ända upp till 13 år.
För beståndet är inga hot kända. Hela populationen bedöms som stor. IUCN listar arten som livskraftig (LC).